# Nyctemera harca
Nyctemera harca är en fjärilsart som beskrevs av Swinhoe 1893. Nyctemera harca ingår i släktet Nyctemera och familjen björnspinnare. Inga underarter finns listade i Catalogue of Life.